# Смілянське лісове господарство
Державне підприємство «Сміля́нське лісове господарство» — структурний підрозділ Черкаського обласного управління лісового та мисливського господарства.
Офіс знаходиться в селі Будки Смілянського району Черкаської області.

## Історія
Підприємство було утворене 1933 року на базі Черкаського лісгоспу при його розукрупненні. До складу підприємства, іменованого на той час Смілянським лісгоспом входили лісові дачі: Байбузо-Городищенська — 10236 га, Деренківецька — 3632 га, Капітанівська — 6754 га, Володимирівська — 4545 га, Балаклеївська — 5729 га, Сунківська — 4687 га. Загальна площа їх складала 35583 га. На базі яких було створено сім лісництв: Мліївське, Закревське, Городищенське, Будянське, Смілянське, Мельниківське та Сунківське.
В 1958 році Мельниківське лісництво було розформоване: частина лісових дач передана в склад Камянського лісгоспу, а частина включені в склад Смілянського лісництва. Кількість лісництв була зменшена до шести і такий розподіл залишався до 1982 року. У цьому ж році Смілянське лісництво наказом Черкаського облупрлісгоспу № 38, від 18 березня 1982 року було розділене на Смілянське та Володимиривіське. У 1998 році Закревське лісництво виключено зі складу лісгоспу.
Сучасний статус господарство отримало згідно з наказом Держкомлісгоспу України № 96 від 3 лютого 2005 року.

## Лісовий фонд
Лісовий фонд підприємства розміщений на території Смілянського району, а також частково на території Городищенського, Кам'янського та Корсунь-Шевченківського районів.
Загальна площа лісового фонду складає 36,1 тисяч га. Молодняк охоплює територію 13,8 % території, середньовікові ліси — 53,6 %, пристигаючі — 16,5 %, стиглі та перестійні — 16,1 %. Дуб звичайний займає 21,6 тисяч га, сосна звичайна — 4,2 тисяч га. Взагалі твердолистяні ліси займають площу 28,5 тисяч га, хвойні — 3,9 тисяч га, м'яколистяні — 791 га.

## Лісництва
Лісове господарство охоплює 6 лісництв:
- Будянське лісництво
- Володимирівське лісництво
- Городищенське лісництво
- Мліївське лісництво
- Смілянське лісництво
- Сунківське лісництво

## Об'єкти природно-заповідного фонду
На території лісгоспу розташовані 5 заказників місцевого значення — ландшафтний заказник «Сунківський», гідрологічний заказник «Ірдинське болото», ландшафтний заказник «Теклинська дача», ботанічний заказник «Городищенський» та заказник місцевого значення «Модрина». Розташовано 2 державних заповідних урочища — «Хвилинка» площею 738 га та урочище «Юрова гора». Є також пам'ятка природи місцевого значення «Буки».